# Озерне (Скадовський район)
Озерне — селище в Україні, у Скадовській міській громаді Скадовського району Херсонської області. Населення становить 110 осіб.

## Історія
Відповідно до Розпорядження Кабінету Міністрів України від 12 червня 2020 року № 726-р «Про визначення адміністративних центрів та затвердження територій територіальних громад Херсонської області» увійшло до складу Скадовської міської громади.
24 лютого 2022 року селище тимчасово окуповане російськими військами під час російсько-української війни.

## Населення
Згідно з переписом УРСР 1989 року чисельність наявного населення селища становила 127 осіб, з яких 63 чоловіки та 64 жінки.
За переписом населення України 2001 року в селищі мешкало 107 осіб.

### Мова
Розподіл населення за рідною мовою за даними перепису 2001 року:
| Мова       | Кількість | Відсоток |
| ---------- | --------- | -------- |
| українська | 67        | 60.91%   |
| російська  | 43        | 39.09%   |
| Усього     | 110       | 100%     |